# WON Wrestler of the Year
El Wrestling Observer Newsletter (WON) Wrestler of the Year Award (o Lou Thesz/Ric Flair Award) es un premio entregado por la revista de lucha libre profesional Wrestling Observer Newsletter reconociendo al mejor luchador profesional del año.

## Historia
Este premio otorgado por la Wrestling Observer Newsletter (WON) comenzó a ser entregado en el año 1980, galardonando al mejor luchador del año. Las primeras dos ediciones fueron ganadas por Harley Race quien fue Campeón Mundial de NWA durante esos años, mientras que las 5 ediciones posteriores Ric Flair fue galardonado como el mejor del año al portar varias veces ese mismo Campeonato.
En 1987 y 1988 los premios fueron para los japoneses Riki Chōshū y Akira Maeda, respectivamente, mientras que en 1989 y 1990 el premio fue nuevamente para Ric Flair. 
En 1991, el luchador japonés Jumbo Tsuruta obtuvo este premio por primera vez al ser todo el año Campeón Triple Corona de AJPW, mientras que un año después Ric Flair, quien había ganado el Royal Rumble y dos veces el Campeonato de la WWE obtuvo su octavo y último premio hasta su retiro el 2008. Vader fue galardonado en 1993, representando a la World Championship Wrestling (WCW) siendo su Campeón Mundial gran parte del año. 
Entre 1994 y 1997, luchadores de la empresa japonesa All Japan Pro Wrestling fueron premiados; Toshiaki Kawada en 1994, Mitsuharu Misawa en 1995 y 1997, y Kenta Kobashi en 1996. Todos ellos portaron el Campeonato Triple Corona el año en que recibieron el galardón.
El premio regresó a una empresa norteamericana en 1998, cuando "Stone Cold" Steve Austin ganó el Royal Rumble y el Campeonato de la WWF. En 1999, Mitsuharu Misawa ganó su tercer premio, mientras que en los tres años posteriores Triple H siendo dos veces  Campeón de WWF en 2 el 2000, Keiji Mutoh como Campeón Triple Corona de AJPW gran parte del año y Kurt Angle quien ganó varios títulos fueron los ganadores del premio. Durante 2003, 2004 y 2005, el ganador fue el luchador japonés Kenta Kobashi con un reinado récord como GHC Heavyweight Championship en Pro Wrestling NOAH.
En 2006, el Consejo Mundial de Lucha Libre (CMLL) fue galardonado por primera vez a través del luchador Místico, quien también fue el más taquillero de ese año. De 2007 a 2010, John Cena (2007 y 2010) y Chris Jericho (2008 y 2009) obtuvieron el premio, representando a la promoción estadounidense World Wrestling Entertainment (WWE) siendo sus principales luchadores en esos años
Finalmente, en 2011, se rompió esta racha cuando nombraron a Hiroshi Tanahashi, de la New Japan Pro-Wrestling, luchador del año, quien también ganaría los dos años posteriores al ser e As de la compañía y Campeón IWGP. En 2014 el galardonado es Shinsuke Nakamura de la misma compañía por encabezar eventos como Campeón Interconintal, mientras en 2015 y 2016 el premiado fue AJ Styles ganando de los principales Campeonatos de NJPW y WWE. Al año siguiente el más votado fue Kazuchika Okada por su largo reinado en NJPW. En 2018 Kenny Omega recibe el premio al ser campeón máximo de New Japan Pro-Wrestling.
En 2019 el ganador del premio es Chris Jericho, primer Campeón Mundial de AEW, además de ser el luchador de más edad en ganar el Premio. En 2020 Jon Moxley recibe el galardón por ser Campeón Mundial de AEW gran parte del año. En 2021 Kenny Omega quien ese año fue Campeón Mundial de AEW, de Triple A y de Impact Wrestling simultaneámente. En 2022 repite Jon Moxley al ser dos veces Campeón Mundial de AEW y pilar de la empresa.

## Ganadores
| Año  | Ganador               | Promoción perteneciente                                    |
| ---- | --------------------- | ---------------------------------------------------------- |
| 1980 | Harley Race           | National Wrestling Alliance (NWA)                          |
| 1981 | Harley Race (2)       | National Wrestling Alliance (NWA)                          |
| 1982 | Ric Flair             | National Wrestling Alliance (NWA)                          |
| 1983 | Ric Flair (2)         | National Wrestling Alliance (NWA)                          |
| 1984 | Ric Flair (3)         | National Wrestling Alliance (NWA)                          |
| 1985 | Ric Flair (4)         | Jim Crockett Promotions                                    |
| 1986 | Ric Flair (5)         | Jim Crockett Promotions                                    |
| 1987 | Riki Chōshū           | All Japan Pro Wrestling (AJPW)                             |
| 1988 | Akira Maeda           | Universal Wrestling Federation (UWF)                       |
| 1989 | Ric Flair (6)         | Jim Crockett Promotions                                    |
| 1990 | Ric Flair (7)         | Jim Crockett Promotions                                    |
| 1991 | Jumbo Tsuruta         | All Japan Pro Wrestling (AJPW)                             |
| 1992 | Ric Flair (8)         | World Wrestling Federation (WWF)                           |
| 1993 | Vader                 | World Championship Wrestling (WCW)                         |
| 1994 | Toshiaki Kawada       | All Japan Pro Wrestling (AJPW)                             |
| 1995 | Mitsuharu Misawa      | All Japan Pro Wrestling (AJPW)                             |
| 1996 | Kenta Kobashi         | All Japan Pro Wrestling (AJPW)                             |
| 1997 | Mitsuharu Misawa (2)  | All Japan Pro Wrestling (AJPW)                             |
| 1998 | Steve Austin          | World Wrestling Federation (WWF)                           |
| 1999 | Mitsuharu Misawa (3)  | All Japan Pro Wrestling (AJPW)                             |
| 2000 | Triple H              | World Wrestling Federation (WWF)                           |
| 2001 | Keiji Mutoh           | New Japan Pro-Wrestling (NJPW)                             |
| 2002 | Kurt Angle            | World Wrestling Entertainment (WWE)                        |
| 2003 | Kenta Kobashi (2)     | Pro Wrestling NOAH                                         |
| 2004 | Kenta Kobashi (3)     | Pro Wrestling NOAH                                         |
| 2005 | Kenta Kobashi (4)     | Pro Wrestling NOAH                                         |
| 2006 | Místico               | Consejo Mundial de Lucha Libre (CMLL)                      |
| 2007 | John Cena             | World Wrestling Entertainment (WWE)                        |
| 2008 | Chris Jericho         | World Wrestling Entertainment (WWE)                        |
| 2009 | Chris Jericho (2)     | World Wrestling Entertainment (WWE)                        |
| 2010 | John Cena (2)         | World Wrestling Entertainment (WWE)                        |
| 2011 | Hiroshi Tanahashi     | New Japan Pro-Wrestling (NJPW)                             |
| 2012 | Hiroshi Tanahashi (2) | New Japan Pro-Wrestling (NJPW)                             |
| 2013 | Hiroshi Tanahashi (3) | New Japan Pro-Wrestling (NJPW)                             |
| 2014 | Shinsuke Nakamura     | New Japan Pro-Wrestling (NJPW)                             |
| 2015 | A.J. Styles           | New Japan Pro-Wrestling (NJPW)/Ring of Honor               |
| 2016 | AJ Styles (2)         | WWE                                                        |
| 2017 | Kazuchika Okada       | NJPW                                                       |
| 2018 | Kenny Omega           | NJPW                                                       |
| 2019 | Chris Jericho (3)     | All Elite Wrestling (AEW) / New Japan Pro-Wrestling (NJPW) |
| 2020 | Jon Moxley            | All Elite Wrestling (AEW) / New Japan Pro-Wrestling (NJPW) |
| 2021 | Kenny Omega (2)       | All Elite Wrestling (AEW) / Impact Wrestling               |
| 2022 | Jon Moxley (2)        | All Elite Wrestling (AEW)                                  |

### N° de premios por promoción
| N.º | Promoción                                              | Años                                                 |
| --- | ------------------------------------------------------ | ---------------------------------------------------- |
| 9   | New Japan Pro-Wrestling (NJPW)                         | 2001, 2011, 2012, 2013, 2014, 2015, 2017, 2019, 2020 |
| 9   | World Wrestling Federation / Entertainment (WWF / WWE) | 1992, 1998, 2000, 2002, 2007, 2008, 2009, 2010, 2016 |
| 7   | All Japan Pro Wrestling (AJPW)                         | 1987, 1991, 1994, 1995, 1996, 1997, 1999             |
| 5   | National Wrestling Alliance (NWA)                      | 1980, 1981, 1982, 1983, 1984                         |
| 4   | All Elite Wrestling (AEW)                              | 2019, 2020, 2021, 2022                               |
| 3   | Pro Wrestling NOAH (NOAH)                              | 2003, 2004, 2005                                     |
| 3   | World Championship Wrestling (WCW)                     | 1989, 1990, 1993                                     |
| 2   | Jim Crockett Promotions (JCP)                          | 1985, 1986                                           |
| 1   | Impact Wrestling                                       | 2021                                                 |
| 1   | Consejo Mundial de Lucha Libre (CMLL)                  | 2006                                                 |
| 1   | Universal Wrestling Federation (UWF)                   | 1988                                                 |